# Ceraclea cama
Ceraclea cama là một loài Trichoptera trong họ Leptoceridae. Chúng phân bố ở miền Tân bắc.